# 康锡
康锡 （1184年—1231年），字伯禄，金朝官员。赵州人。至宁元年（1213年）进士。初授栎阳簿，警巡判官，辟彭原令。正大初年，由省掾拜御史，弹劾侯挚、师安石，认为他们不是相材，因为亲近宗室撒合辇，声势熏灼，请把他们调离中央，赢得当时舆论。后任右司都事、京南路司农丞，河中路治中。充行尚书六部郎中。河中被蒙古帝国军队攻克，康锡跟从军队南奔，过河时船遭袭击，投水而死。为人气质重厚，公家之事知无不为。与康锡同年登第者有雷渊、冀禹锡、宋九嘉等名士数十人，他们齐名。 